# E59 (trasa europejska)
E59 – trasa europejska pośrednia północ-południe (kategorii A), biegnąca przez południowe Czechy, wschodnią Austrię, wschodnią Słowenię i środkową Chorwację (Slawonię). Ogólna długość trasy E59 wynosi około 652 km.

## Przebieg trasy
Czechy – 201 km:
E59 zaczyna się w Pradze, gdzie odbija od tras europejskich E48, E50, E55, E65 i E67.
- autostrada D1 do Igławy (wraz z trasami europejskimi E50 i E65),
- droga krajowa nr 38 przez Znojmo do granicy państwowej Hatě - Kleinhaugsdorf.

 Austria – 345 km:
- droga federalna nr 2 do wsi Guntersdorf,
- droga federalna nr 303 przez Hollabrunn (obwodnica) do Stockerau (węzeł A22 / B3 Krems),
- autostrada A22 do Wiednia (węzeł Knoten Kaisermühlen; na tym odcinku razem z trasą E49),
- autostrada A23 przez Wiedeń,
- autostrada A2 przez Wiener Neustadt do Grazu (węzeł Knoten Graz-West; na odcinku od węzła Ilz-Fürstenfeld koło wsi Riegersdorf biegnie razem z trasą E66),
- autostrada A9 do granicy państwowej Spielfeld - Šentilj.

 Słowenia – 55 km:
- autostrada A1 do Mariboru (węzeł Maribor-Vzhod),
- autostrada A4 do Ptuja,
- droga krajowa nr 9 do przejścia granicznego Gruškovje - Macelj.

Na odcinku od Grazu do Mariboru E59 biegnie razem z trasą E57.
 Chorwacja – 51 km:
- droga krajowa nr 1 do Krapiny,
- autostrada A2 do Zagrzebia (węzeł Jankomir), skrzyżowanie z trasami E65, E70 i E71.